# Herbert Rudolf von Bismarck

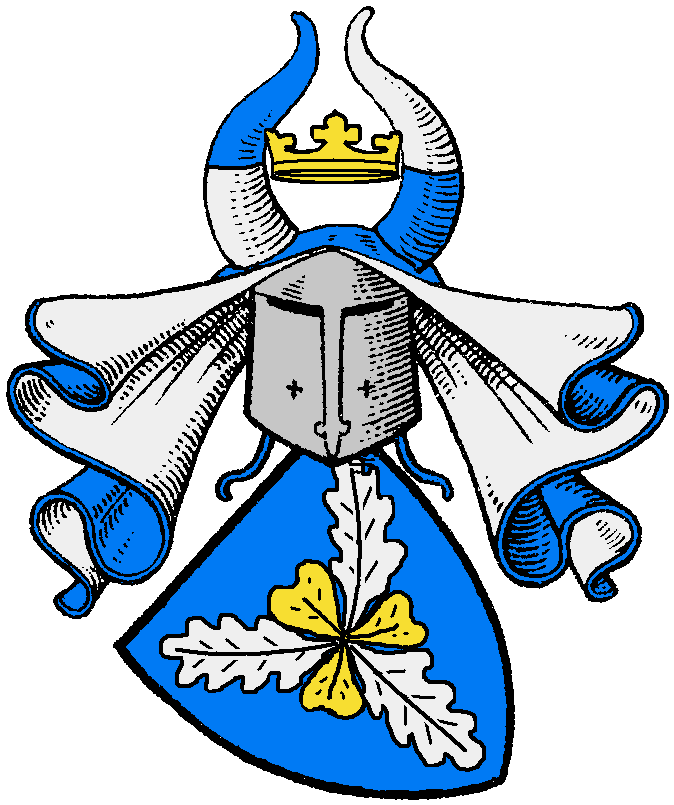
Herb rodu von Bismarck

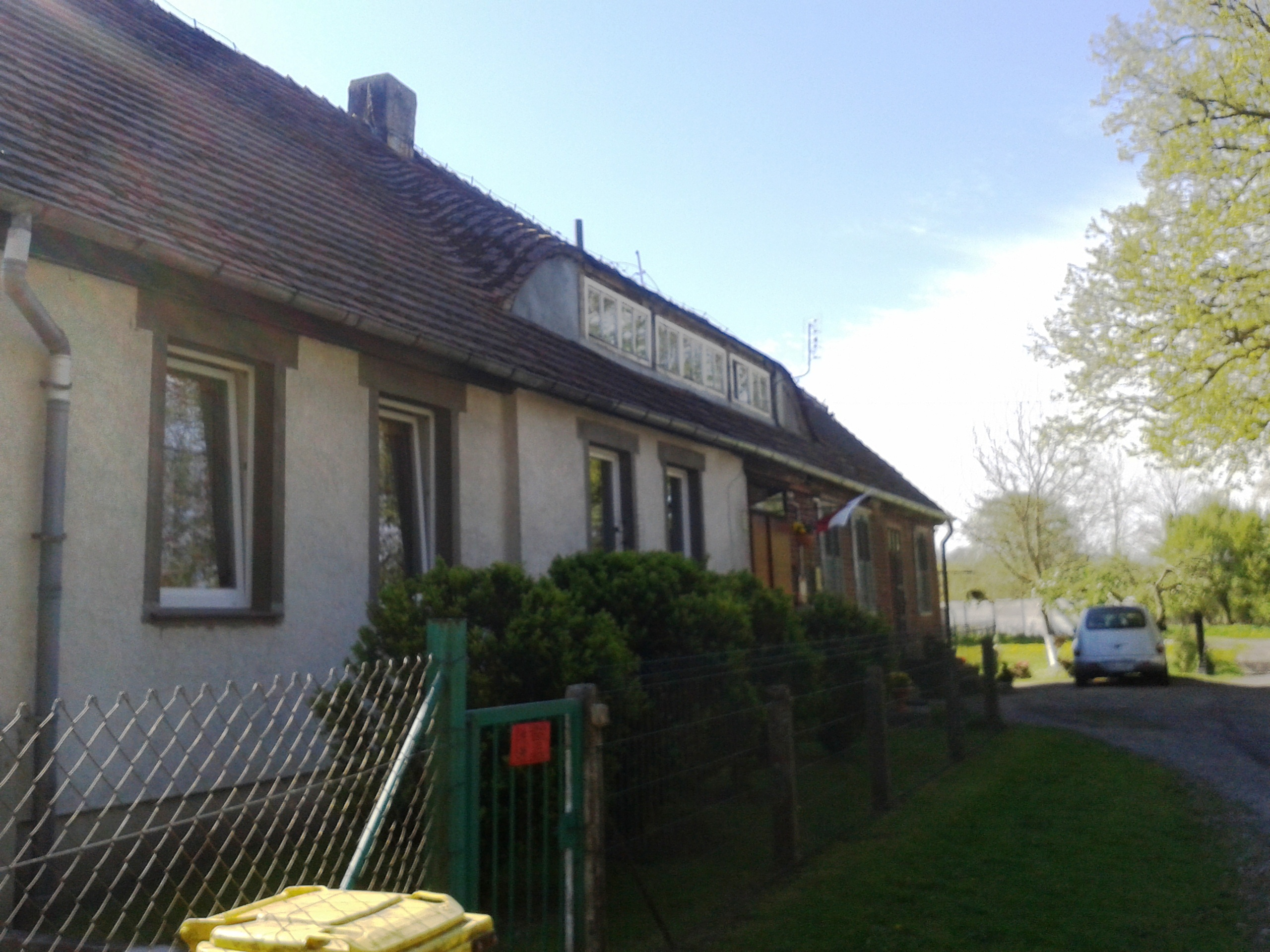
Dom rodziny von Bismarck do roku 1945 – Łosośnica

Herbert Rudolf von Bismarck (ur. 29 sierpnia 1884 w Szczecinie, zm. 30 marca 1955 w Wiesbaden) – niemiecki prawnik, urzędnik, parlamentarzysta, polityk i bratanek stryjeczny kanclerza Ottona von Bismarcka, który miał w Łobzie pomnik i ulicę swojego imienia. W latach 1918–1931 był starostą Powiatu Regenwalde (obecnie powiat łobeski).
Służył w niemieckiej armii jako oficer na I i II wojnie światowej. W latach 1903–1906 studiował prawo w Monachium, Lozannie, Berlinie i Greifswaldzie. Od roku 1913 związany z ziemią łobeską, gdzie miał majątek ziemski po swoim ojcu (Philipp von Bismarck (1844-1894)) w miejscowości Łosośnica. W latach 1918–1931 był starostą Powiatu Regenwalde (obecnie powiat łobeski). W latach 1930–1933 był posłem do Reichstagu (Republika Weimarska) z ramienia DNVP, a w roku 1933 został sekretarzem w Ministerstwie Spraw Wewnętrznych.
Po II wojnie światowej w latach 1948–1952 był rzecznikiem pomorskiego Ziomkostwa Pomorskiego (Pommersche Landsmannschaft), organizacji skupiającej Niemców wysiedlonych z Pomorza.
W roku 1912 poślubił w Szczecinie Marię von Bismarck, autorkę scenariusza Jasełek Łobeskich, z którą miał kilkoro dzieci.